# Yashiro Rokurō

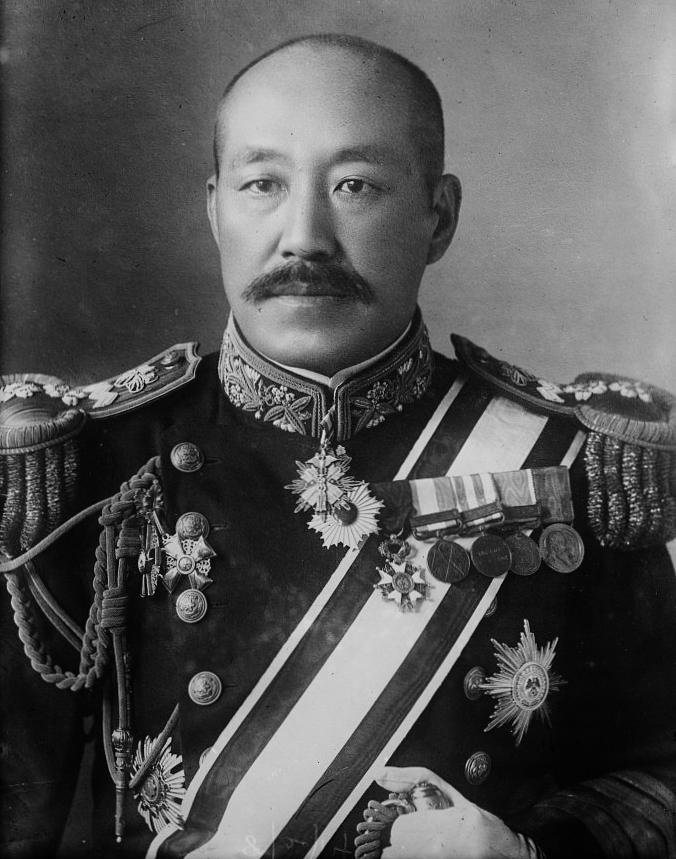
Yashiro Rokurō (1915)

Danshaku Yashiro Rokurō (jap. 八代 六郎; * 3. Januar 1860 in Inuyama, Provinz Owari; † 30. Juni 1930 in Tokio) war ein japanischer Admiral der Kaiserlichen Marine, der unter anderem zwischen 1914 und 1915 Marineminister war.

## Leben

### Militärische Ausbildung und Seeoffizier
Yashiro Rokurō begann am 16. Januar 1877 als Seekadett und Teilnehmer des achten Lehrgangs seine Ausbildung an der Kaiserlich Japanischen Marineakademie (Kaigun Heigakkō) in Tsukiji und dann ab dem 15. September 1880 an Bord des Panzerschiffs Ryūjō. Nachdem er die Ausbildung als 19. von 35 Teilnehmern abgeschlossen hatte, wurde er am 15. September 1881 zum Fähnrich zur See befördert. Im Anschluss folgten Verwendungen an Bord des Schulschiffs Chobin vom 15. Oktober 1881 bis zum 24. November 1883 sowie der Korvette Tsukuba zwischen dem 24. November 1883 und dem 24. Dezember 1884, ehe er anschließend wieder auf das Panzerschiff Ryūjō versetzt und dort am 20. Juni 1885 zum Leutnant zur See (Shōi) befördert wurde. Danach folgte vom 28. Dezember 1885 bis zum 23. Dezember 1886 ein weiteres Studium an der Kaiserlichen Marineakademie, an der er anschließend erst Schießausbilder, danach ab dem 4. März 1887 Operationsinstrukteur und schließlich ab dem 27. Dezember 1887 Sekretär des Direktors war. Nachdem er in dieser Verwendung am 24. Dezember 1887 zum Kapitänleutnant (Daii) befördert worden war, wurde er am 16. Juni 1888 Adjutant an der Marineakademie sowie am 4. Juli 1890 Offizier im Marinestab. Am 9. Juli 1890 wurde er als Marineattaché im Russischen Kaiserreich nach Wladiwostok entsandt und blieb dort bis zum 21. November 1892.
Nach einer Verwendung als Offizier im Admiralstab wurde Yashiro am 2. Dezember 1892 Abteilungsoffizier des Geschützten Kreuzers Takachiho, die am Ersten Japanisch-Chinesischen Krieg an der Seeschlacht am Yalu am 17. September 1894 teilnahm, wo sie mit der Yoshino, Akitsushima und dem Schwesterschiff Naniwa die „Fliegende Division“ des Konteradmirals Tsuboi Kōzō bildete, welche die Schlacht entschied und die Kreuzer Jingyuan und Zhiyuan versenkte. Im Anschluss wurde er am 20. Februar 1895 Abteilungsoffizier auf dem Geschützten Kreuzer Yoshino und danach am 20. August 1895 als Offizier zum Stab der Bereitschaftsflotte versetzt. Er fungierte vom 21. Dezember 1895 bis zum 6. Dezember 1899 als Marineattaché im Russischen Kaiserreich in Sankt Petersburg und erhielt während dieser Zeit am 24. Oktober 1896 seine Beförderung zum Korvettenkapitän (Shōsa) sowie am 1. Dezember 1897 zum Fregattenkapitän (Chūsa).

### Russisch-Japanischer Krieg

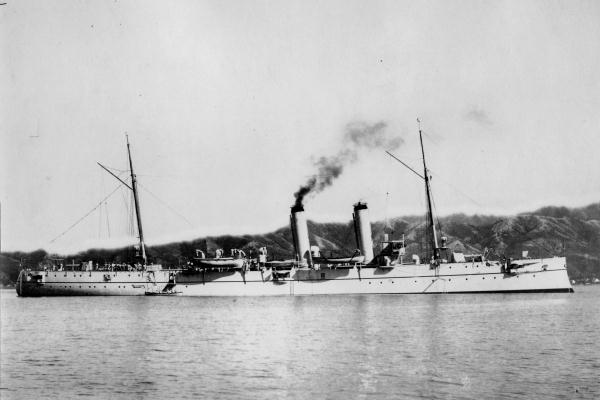
1900 übernahm Yashiro seinen ersten Posten als Kommandant des ungeschützten Kreuzers Miyako

Nach seiner Rückkehr am 6. Dezember 1898 fand Yashiro wiederum Verwendung als Offizier im Generalstab der Marine sowie vom 12. Januar bis zum 15. Mai 1900 als stellvertretender Kommandant des Einheitslinienschiffes Yashima, ehe er im Anschluss wieder als Offizier in den Stab der Bereitschaftsflotte versetzt wurde. Am 7. Juni 1900 übernahm er seinen ersten Posten als Kommandant eines Schiffes, und zwar des ungeschützten Kreuzers Miyako. Nach Abschluss der Ausbildung an der Marinehochschule (Kaigun Daigakkō) und mit seiner Beförderung zum Kapitän zur See (Daisa) wurde er am 1. Oktober 1901 Kommandant des Geschützten Kreuzers Izumi sowie danach am 7. Juli 1903 Kommandant des Panzerkreuzers Asama. Während des Russisch-Japanischen Kriegs war die Asama den japanischen Kräften unter Konteradmiral Uryū Sotokichi (fünf Kleine Kreuzer und acht Torpedoboote) vor Chemulpo als stärkstes Schiff zugeteilt, die den dort befindlichen russischen Kreuzer Warjag und das Kanonenboot Korejez blockierten und den zwischen neutralen Schiffen
liegenden Kreuzer zum Gefecht aufforderten. Beim Versuch des Ausbruchs am 9. Februar 1904 wurde die Warjag schwer beschädigt und die russischen Kommandanten versenkten darauf ihre Schiffe selbst.
Anschließend beteiligte sich die Asama im Verband des 2. Geschwaders mit Izumo, Azuma, Yakumo und Iwate an der ersten erfolglosen Beschießung von Wladiwostok. Das 2. Geschwader verlegte anschließend wieder in das Gelbe Meer und war an der Abwehr des Vorstoßes des russischen Port Arthur-Geschwaders am 13. April beteiligt, bei dem der russische Befehlshaber Makarow zu Tode kam. Die Asama und die Tokiwa lieferten sich ein Artilleriegefecht mit dem russischen Panzerkreuzer Bajan ohne Ergebnis, bis der russische Verband in ein Minenfeld geriet. Die Asama wurde danach zu Sicherungsaufgaben vor Hokkaidō und den Kurilen verwendet und war Teil der Seestreitkräfte, die Wladiwostok blockieren sollten. Am 10. August 1904 erschien sie während der Seeschlacht im Gelben Meer wegen einer Suchfahrt spät im Kampfgebiet und wurde durch die Askold leicht beschädigt, hatte aber keine Personalverluste. Sie selbst verschoss 27 203-mm-Geschosse vom Bugturm und 24 vom Heck, dazu noch 113 Schuss aus den 152-mm-Kanonen, vor allem auf die Nowik, die Askold und die Poltawa. Die Asama beteiligte sich auch am Wachdienst der Panzerkreuzer gegen Wladiwostok vom 23. Dezember bis zum 1. April 1905 mit wechselnden Partnern, während ein Teil der anderen überholt wurde. Sie konnte dabei einen österreichischen und einen englischen Dampfer stellen, die mit Versorgungsgütern nach Wladiwostok wollten.
An der entscheidenden Seeschlacht bei Tsushima am 26. Mai 1905 war die Asama als hinterstes Schiff der Schlachtlinie beteiligt. Sie erlitt insgesamt vier Tote und zwölf Treffer, vor allem vom Linienschiff Imperator Nikolai I, die ihr Steuerruder zeitweise außer Gefecht setzten. Trotz zügiger Reparatur konnte sie teilweise nicht aufschließen und wurde als Einzelschiff von den Russen erfolgreich beschossen. Schließlich nahm sie das Linienschiff Orel, das am 28. Mai mit dem Verband des Admirals Nebogatow kapituliert hatte, in Schlepp und brachte es nach Sasebo ein.
Bis zum Kriegsende tat sie meist Dienst in der Sicherung der Koreastrasse. Bei der großen Siegesparade der japanischen Flotte am 14. Oktober 1905 diente sie als Yacht des japanischen Kaisers.

### Aufstieg zum Admiral und Marineminister
Im Anschluss fungierte Yashiro vom 12. Dezember 1905 bis zum 15. Mai 1908 als Marineattaché an der Gesandtschaft im Deutschen Kaiserreich in Berlin und erhielt als solcher am 27. Dezember 1907 seine Beförderung zum Konteradmiral (Shōshō). Nach seiner Rückkehr wurde er am 10. Dezember 1908 Kommandeur der in Yokosuka stationierten Reserveflotte sowie anschließend am 1. Dezember 1909 Kommandeur der 1. Flotte. Am 16. Juli 1910 wurde er Kommandeur der Ausbildungsflotte sowie im Anschluss am 11. März 1911 Kommandeur der 2. Flotte.
Mit seiner Beförderung zum Vizeadmiral (Chūjō) am 1. Dezember 1911 wurde Yashiro Nachfolger von Konteradmiral Yamaya Tanin als Direktor der Marinehochschule und verblieb auf diesem Posten bis zu seiner Ablösung durch Vizeadmiral Yoshimatsu, Motaro am 25. September 1913. Er selbst wurde daraufhin Oberkommandierender des Marinedistrikts Maizuru und damit Nachfolger von Vizeadmiral Misu Sotarō und übte diese Funktion bis zum 16. April 1914 aus, woraufhin am 17. April 1914 seine Ablösung durch Vizeadmiral Sakamoto Hajime erfolgte.
Am 16. April 1914 wurde Yashiro durch Premierminister Ōkuma Shigenobu als Nachfolger des wegen des Siemens-Skandals zurückgetretenen Saitō Makoto Marineminister in dessen zweites Kabinett berufen und behielt dieses Ministeramt bis zu seiner Ablösung durch Vizeadmiral Katō Tomosaburō am 8. Oktober 1915. Nachdem er sich vom 10. August bis zum 13. Dezember 1915 in Wartestellung befunden hatte, wurde er als Nachfolger von Vizeadmiral Matahachiro Nawa Oberkommandierender der 2. Flotte und verblieb auf diesem Posten bis zu seiner Ablösung durch Vizeadmiral Prinz Higashifushimi Yorihito am 1. Dezember 1917. Am 14. Juni 1916 wurde er als Baron (Danshaku) in den Erbadel (Kazoku) erhoben. Im Anschluss fungierte er zwischen dem 1. Dezember 1917 und dem 1. Dezember 1918 als Oberkommandierender des Militärdistrikts Sasebo und wurde in dieser Verwendung am 2. Juli 1918 auch zum Admiral (Taisho) befördert. Am 1. Dezember 1918 wurde er zum Mitglied des Marinerates ernannt und gehörte diesem bis zum 25. November 1919 an. Nachdem er sich anschließend wieder in Wartestellung befunden hatte, wurde er am 1. August 1920 in die Reserve Ersten Grades sowie am 3. Januar 1925 in die Reserve Zweiten Grades versetzt. Zuletzt wurde er am 28. Dezember 1925 Mitglied des Geheimen Kronrates Sūmitsu-in, einem Gremium zur Beratung des Tennō, und gehörte diesem bis zu seinem Rücktritt am 3. Januar 1930 an.
In der zwischen 2009 und 2011 im Fernsehsender NHK ausgestrahlten Dorama Saka no Ue no Kumo über die Meiji-Zeit spielte Tsurutarō Kataoka die Rolle des Yashiro Rokurō. In seiner Heimatstadt Inuyama steht am Ōagata-Schrein eine Büste Yashiros.

## Hintergrundliteratur
- Trevor N. Dupuy: Encyclopedia of Military Biography. I B Tauris & Co Ltd., 1992, ISBN 1-85043-569-3.